# حسن ریوندی
حسن ریوندی (زادهٔ ۱ فروردین ۱۳۵۵) استندآپ کمدین و مجری ایرانی است.

## زندگی
حسن ریوندی یکم فروردین ۱۳۵۵ در سبزوار زاده شد. وی فارغ‌التحصیل رشته تربیت بدنی از دانشگاه حکیم سبزواری است، شغل اصلی او دبیری است. ریوندی بعد از طی دوران خدمت سربازی، حرفهٔ صدا سازی و اجرا را به صورت جدی ادامه داد. وی سلفژ را زیر نظر محمد نوری آموخته‌است.

## کارِ هنری
اولین اجرای صحنه‌اش در سن ۱۵ سالگی در تالار شهید مفتح سبزوار در یک برنامه جشن به مناسبت دهه فجر، با حضور مردم و هنرمندان محلی انجام شد. او کار خود را با تقلید صدای شخصیت‌های کارتونی شروع کرد و سپس به تقلید صدای خوانندگان سنتی ایران از جمله شهرام ناظری و خوانندگان پاپ همچون ناصر عبداللهی و علیرضا عصار پرداخت. ریوندی نخستین کنسرت خندهٔ ایران را در ۲۵ تیر ۱۳۹۲، در برج میلاد تهران اجرا کرد. وی در این کنسرت‌ها با مطرح کردن طنزهای اجتماعی، تقلید صدای خوانندگان و بازیگران و همچنین شوخی‌های سرگرم‌کننده به اجرای برنامه می‌پردازد.